# Yūjirō Ishihara
Yūjirō Ishihara (石原 裕次郎?, Ishihara Yūjirō; Kōbe, 28 dicembre 1934 – Tokyo, 17 luglio 1987) è stato un attore e cantante giapponese.

## Biografia
Yūjirō Ishihara nacque a Kōbe, nella prefettura di Hyōgo, nella regione del Kansai, ma crebbe tra Kōbe, Otaru, nell'Hokkaidō, e Zushi, nella prefettura di Kanagawa, nella regione del Kantō, figlio di un dipendente della società ferroviaria Mitsui O.S.K. Lines, originario della prefettura di Ehime, nella regione dello Shikoku, e di una casalinga originaria di Miyajima, nella prefettura di Hiroshima, nella regione del Chūgoku.
Fratello minore di Shintarō Ishihara, autore, politico e governatore di Tokyo tra il 1999 e il 2012, esordì nel film La stagione del Sole del 1956, basato su un romanzo scritto dal fratello. Amato da molti fan come una star giovanile rappresentativa nei film del dopoguerra del Giappone e successivamente come eroe dei film d'azione, morì il 17 luglio 1987, colpito precocemente da un tumore al fegato.